# Elephastomus proboscideus
Elephastomus proboscideus is een keversoort uit de familie cognackevers (Bolboceratidae). De wetenschappelijke naam van de soort werd in 1802 gepubliceerd door Carl Franz Anton Ritter von Schreibers.